# جان ريتشي
جان ريتشي (بالإنجليزية: Jean Ritchie)‏ هي مؤرخة وموسيقية ومغنية ومغنية مؤلفة أمريكية، ولدت في 8 ديسمبر 1922 في Viper, Kentucky ‏ في الولايات المتحدة، وتوفيت في 1 يونيو 2015 في بيريا في الولايات المتحدة.

## وصلات خارجية
- جان ريتشي على موقع IMDb (الإنجليزية)
- جان ريتشي على موقع ميوزك برينز (الإنجليزية)
- جان ريتشي على موقع أول موفي (الإنجليزية)
- جان ريتشي على موقع أول ميوزيك (الإنجليزية)
- جان ريتشي على موقع ديسكوغز (الإنجليزية)